# VidaXL

Logotyp VidaXL

vidaXL – sklep internetowy założony w Holandii, z siedzibą zlokalizowaną w mieście Venlo (Holandia).
Obecnie vidaXL zatrudnia około 1000 pracowników i prowadzi sprzedaż na terenie 29 krajów europejskich, Australii oraz USA. W 2016 roku spółka wygenerowała przychód w wysokości 175 mln euro, obecnie około 70% przychodu sklepu generowane jest poza Holandią. Bazując na własnych informacjach, wzrost przychodów sklepu można uplasować na poziomie 40–50% rocznie.

## Historia
Początki firmy sięgają roku 2006 kiedy to biznesmeni Gerjan den Hartog oraz Wouter Bakker, wpadli na pomysł by kupować produkty z Chin, a następnie sprzedawać je w sklepie internetowym eBay. Oferowany asortyment wciąż się zwiększał, sprawiło to że przedsiębiorcy zdecydowali się na stworzenie sklepu online „Koopgoedkoop.nl”, oraz niemieckiego odpowiednika o nazwie „Direktzugreifen.de”.
Business rozwijał się w bardzo szybkim tempie, co sprawiło, że w 2009 roku otworzono pierwszy stacjonarny sklep zlokalizowany w Utrechcie, a następnie w 2012 roku biuro oraz centrum dystrybucji w miejscowości Venray o powierzchni 60 0000 m², tego samego roku otwarto pierwsze biuro w Azji znajdujące się w Szanghaju. Rok później w 2013 sprzedano pierwszy produkt marki vidaXL, a do 2014 roku sklep internetowy rozszerzył swoją sprzedaż o 8 nowych państw europejskich oraz Australię, jednocześnie dodał do swojej oferty wiele nowych marek.
W roku 2016 firma zdecydowała się rozpocząć ekspansję na rynek amerykański. przychody ogółem tamtego roku sięgnęły 175 000 000 euro, co było dużym osiągnięciem.
Od 2017 można zobaczyć video-kampanię sklepu w holenderskiej telewizji, ponadto firma otworzyła się na rynek średnich i małych sprzedawców zewnętrznych, którzy dzięki vidaXL mogą sprzedawać swoje produkty.
Firma współpracuje obecnie z 500 wytwórcami, oferując 8500 produktów marki własnej, które sprzedaje w 29 sklepach internetowych ukierunkowanych na lokalne rynki. Każdego dnia sklep otrzymuje około 12 000 zamówień, a przybliżona liczbą klientów odwiedzających sklep w ciągu roku wynosi 14 000 000.

## Nagrody
W 2016 roku VidaXL otrzymało nagrodę Thuiswinkel za „Transgraniczny Handel elektroniczny”, przyznawanej międzynarodowym przedsiębiorstwom internetowym.